# Baracktrema obamai
Baracktrema obamai е вид плосък червей от семейство Schistosomatidae, клас Digenea, единствен в рода Baracktrema. Наречен е през 2015 г. в чест на Барак Обама.

## Разпространение
Югоизточна Азия: западна Малайзия (щат Перак, Перлис и Селангор).

## Описание
Тялото е дълго, цилиндрично, 30 – 50 пъти по дълго от ширината (дължина от 3,55 до 6,53 мм; ширина от 0,058 до 0,130 мм.). Паразитира в кръвта на костенурките Siebenrockiella crassicollis и Cuora amboinensis от семейство азиатски сладководни костенурки.
Учени открили натрупване на яйца Baracktrema obamai в белодробните алвеоли, а възрастни червеи – в белодробните артериоли. Въпреки това, все още не е ясно, как възниква инфекцията и какви заболявания причинява на костенурките, този вид паразити. Предполага се, че яйцата попадат във външната среда, с активно издишване (кашлица).

## Систематика и етимология на названието
Новият таксон е близък на рода шистозома / (Schistosoma), който е опасен паразит при човека, и причинява заболяването шистозомоза. Филогенетическия анализ показва, че род Baracktrema има общ прародител с рода Unicaecum. Вида Baracktrema obamai е бил описан за първи път през 2015 г. От американските биолози – Джексън Робъртсън, Томас Плат и техни колеги от Auburn University (град Auburn, щат Алабама) и Колеж „Св. Мария“ (град Нотр-Дам, щат Индиана). До откриването на Baracktrema obamai, на науката е бил известен само един вид шистозом, паразитиращ в сладководни костенурки, – Unicaecum ruszkowskii, с когото, новият вид имат общи признаци, като единичен чревен тракт, семенник, семеприемник и маточна торбичка.
Видовото название е дадено в чест на Барак Обама, 44-тият президент на САЩ, така, както, по мнението на Томас Плат (далечен родственик на Обама), новия вид има невероятна издръжливост: „Той е дълъг. Той е тънък. И е дяволски готин!“. Плат счита, че даденото название на вида е чест за президента. По-рано, в чест на Обама са били наречени паяк –Aptostichus barackobamai, изчезнал гущер – Obamadon gracilis, риба – Etheostoma obama и други таксони.